# Махр

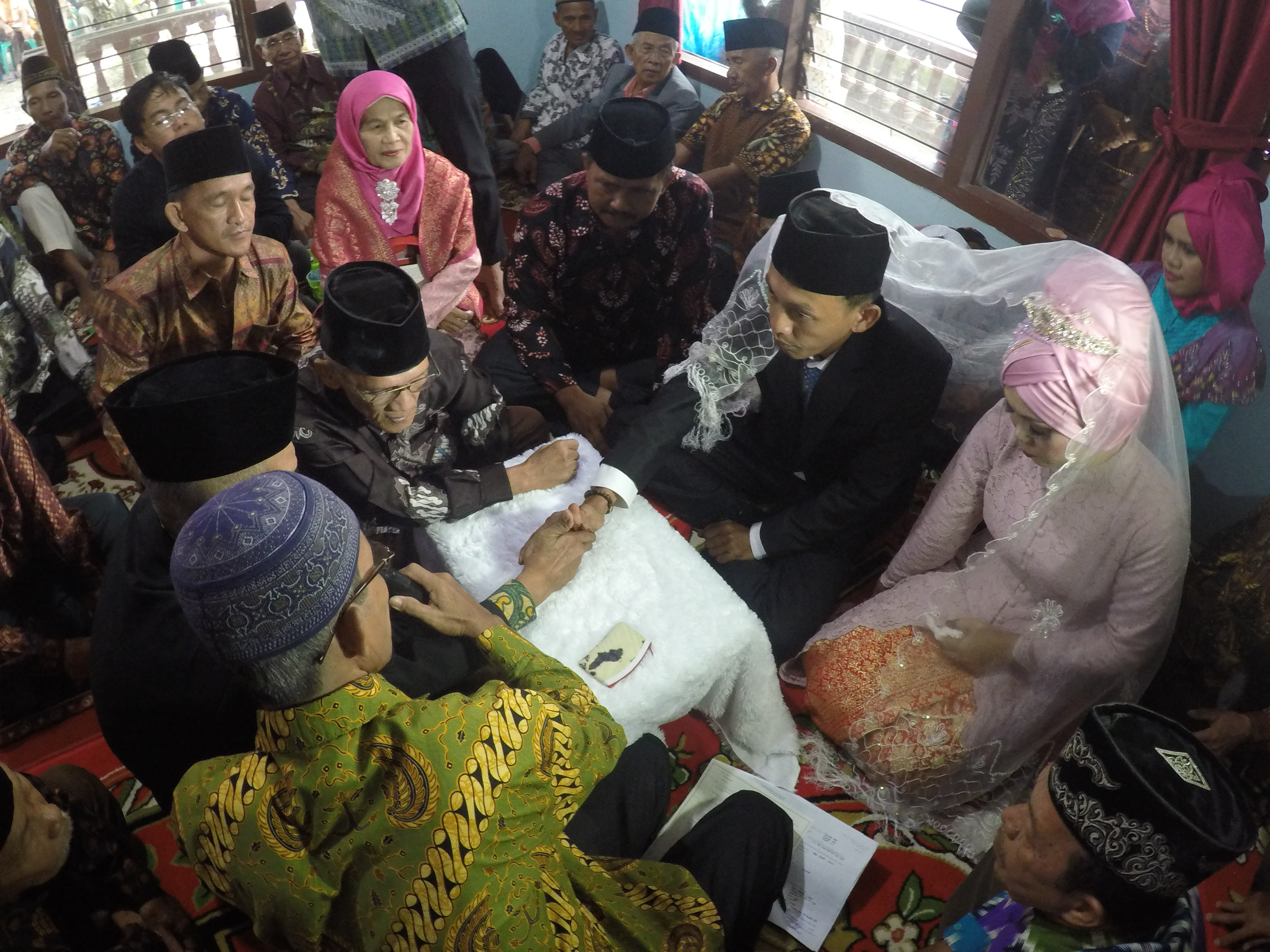
Традиционное бракосочетание индонезийских мусульман

Махр (араб. مهر‎ — букв. «брачный дар») — в исламском семейном праве — имущество, которое муж выделяет жене при заключении брака. Махр является одним из главных условий для заключения брака. Выплата ма́хра может быть отсрочена по договорённости после свадьбы. В случае вдовства или развода по требованию мужа (таляк), махр всегда гарантированно должен остаться у жены в качестве компенсации. Уплата махра в той или иной форме сохраняется до настоящего времени у всех мусульман. На постсоветском пространстве махр ошибочно отождествляется с калы́мом. В отличие от калыма, выплачиваемого семье жены и представляющего собой выкуп за невесту, махр выплачивается мужем непосредственно жене и становится частью её законной собственности. По маликитскому мазха̀бу, муж может поставить условие, что часть махра жена должна потратить например на обустройство дома (покупку мебели). На обязательность махра указывает четвёртый аят суры ан-Ниса, и согласно этому же аяту, жена имеет право отказывать в получение махра.
Доисламский «махр» в доисламской Аравии был аналогичен архаичному обычаю калыма у народов Евразии, уплачивающегося роду невесты как условие заключения брака.

## Условия
Махр определяется во время сговора (хитба) по соглашению между представителями сторон брачующихся. Размеры и условия выплаты махра оговариваются особо в брачном договоре (сига).
В качестве махра может выступать всё, что имеет какую-либо стоимость и на что может быть распространено право собственности. Это могут быть деньги, драгоценные камни или металлы, или любое другое ценное имущество. Многочисленные хадисы пророка Мухаммада говорят о том, что он обязывал всех своих сподвижников (сахабов) перед заключением брака отдавать махр своим будущим женам. Даже самые бедные сподвижники давали хотя бы символически то, что они в состоянии были дать. После смерти Пророка его сподвижники также пришли по этому вопросу к согласию (иджме).
Если супруги не оговорили размер махра при заключении брачного договора, то в этом случае отдаётся установленный шариатом минимальный размер махра. Так, в ханафитском мазхабе минимальный махр равен стоимости 33,6 граммов серебра или 4,8 граммов золота; в маликитском — три дирхема; в джафаритском мазхабе махром может служить всё, что имеет хотя бы мизерную стоимость. Если супруги уже имели интимные отношения, муж обязан либо заплатить эту сумму, либо расторгнуть брак и выплатить половину от неё. Выплата меньшей суммы запрещена, даже если она оговаривалась до заключения брака. Максимальный размер махра не ограничен. В некоторых странах принимаются законодательные меры для ограничения махра разумными пределами.
Во всех суннитских правовых школах (мазхабах), за исключением маликитского, махр не является необходимым (фард) условием для заключения брака. Таким образом, если немаликит по каким-то исключительным причинам не сумел выплатить махр, то его брак не расторгается. Маликиты считают, что, если имела место интимная близость между супругами, то следует заплатить иной вид махра — махр аль-мисл.
Духовное управление мусульман Казахстана приравняло понятия «махр» к термину «калым».

## Махр аль-мисл
Махр аль-мисл — сумма, которая выплачивается жене в следующих случаях:
- По мнению ханафитских и шафиитских учёных, если муж умрёт после заключения брака (то есть никаха), так и не вступив с женой в интимные отношения, ей семьей мужа должен быть выплачен махр аль-мисл. Однако согласно маликитскому мазхабу и шиитам-джафаритам, в таком случае ничего не выплачивается.
- Если сумма или вид махра чётко не определён.
- Если интимные отношения произошли по ошибке, то есть мужчина и женщина не знали, что им пока запрещается вступать в интимные отношения, так как они не соблюдали какое-либо из условий шариатского брака.
- Если мужчина принудил женщину к незаконной половой связи с ним (согласно джафаритскому, шафиитскому и ханбалитскому мазхабам).
- Если брачный договор недействителен, а сумма установленного махра превышает сумму махр аль-мисл (у некоторых мазхабов).

Мазхабы расходятся относительно размера махр аль-мисл. Ханафиты считают, что он должен равняться махру ровесниц жены по отцовской линии. Маликиты убеждены, что эта сумма зависит от её внешней привлекательности и умственных способностей. Шафииты берут за ориентир сумму, которые получали родственницы женщины по её отцовской линии, ханбалиты принимают во внимание суммы махра всех её родственниц. Джафариты же говорят, что шариат не предписывает конкретного способа установления махр аль-мисл и что он должен соответствовать статусу и положению конкретной женщины, однако не может быть больше пятисот дирхемов (махр ас-сунна).

## Время выплаты махра
Время выплаты махра должно быть оговорено при заключении брака. По джафаритскому и ханбалитскому мазхабу, если время выплаты махра не установлено точно, его следует уплатить сразу же. Ханафиты считают, что в этом вопросе необходимо принять во внимание местные обычаи. Маликиты считают недействительным брак, в котором не оговаривается время выплаты махра, однако он становится законным после интимной близости на основании того, что выплачивается махр аль-мисл. Шафииты полагают, что установленный махр в таком случае отменяется и необходимо выплачивать лишь махр аль-мисл.
Махр может быть выплачен либо сразу по заключении брачного договора, либо путём разделения на части, либо при разводе. Значительную часть махра жених обязательно приносит на свадьбу в виде драгоценностей, украшений, дорогой одежды и т. п. (садак). Махр может быть передан опекуну или доверенному жены либо непосредственно жене. Неуплата махра в обусловленный срок даёт жене право на условный развод (фасх), который продолжается впредь до его уплаты.
При выплате махра по частям первая часть выплачивается сразу по заключении брачного договора, а вторая оговаривается перед заключением брака. Вторая часть махра выплачивается позднее в трёх случаях:
1. В том случае, если мужчина захочет развестись.
2. В случае смерти жены. Тогда вторая часть махра отдаётся её наследникам[4].
3. В случае смерти мужа. Тогда вторая часть махра изымается из имущества мужа и передаётся вдове помимо её доли в наследстве[3].

В том случае если действия супруги привели к разводу, она лишается права на получение второй части махра. В случае развода по инициативе жены (хула) и развода при взаимном проклятии (ли’ан) жена теряет право на невыплаченный махр.

## Садак
Во время сговора (хитба) или свадебного торжества (урс, валима) жених может принести в дом невесты подарок, называемый садак (араб. «искренний дар»). Он даётся в счёт имущества махра и может составлять до четверти его стоимости. Обычно в качестве садака выступают драгоценности, украшения, дорогая одежда и деньги. Стоимость садака, его состав и срок предоставления оговариваются в брачном договоре (сига). Садак становится частью собственного имущества жены и принадлежит только ей. Жена вольна распоряжаться садаком по своему усмотрению.